# Kastanje (hout)

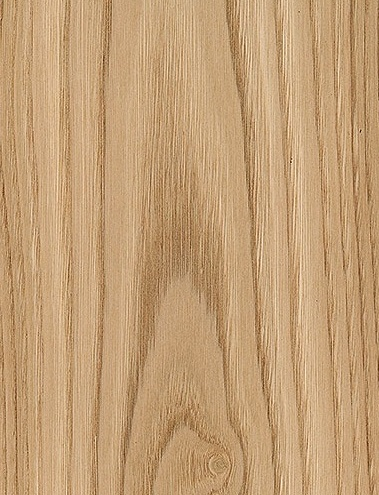
Kastanje, dosse vlak

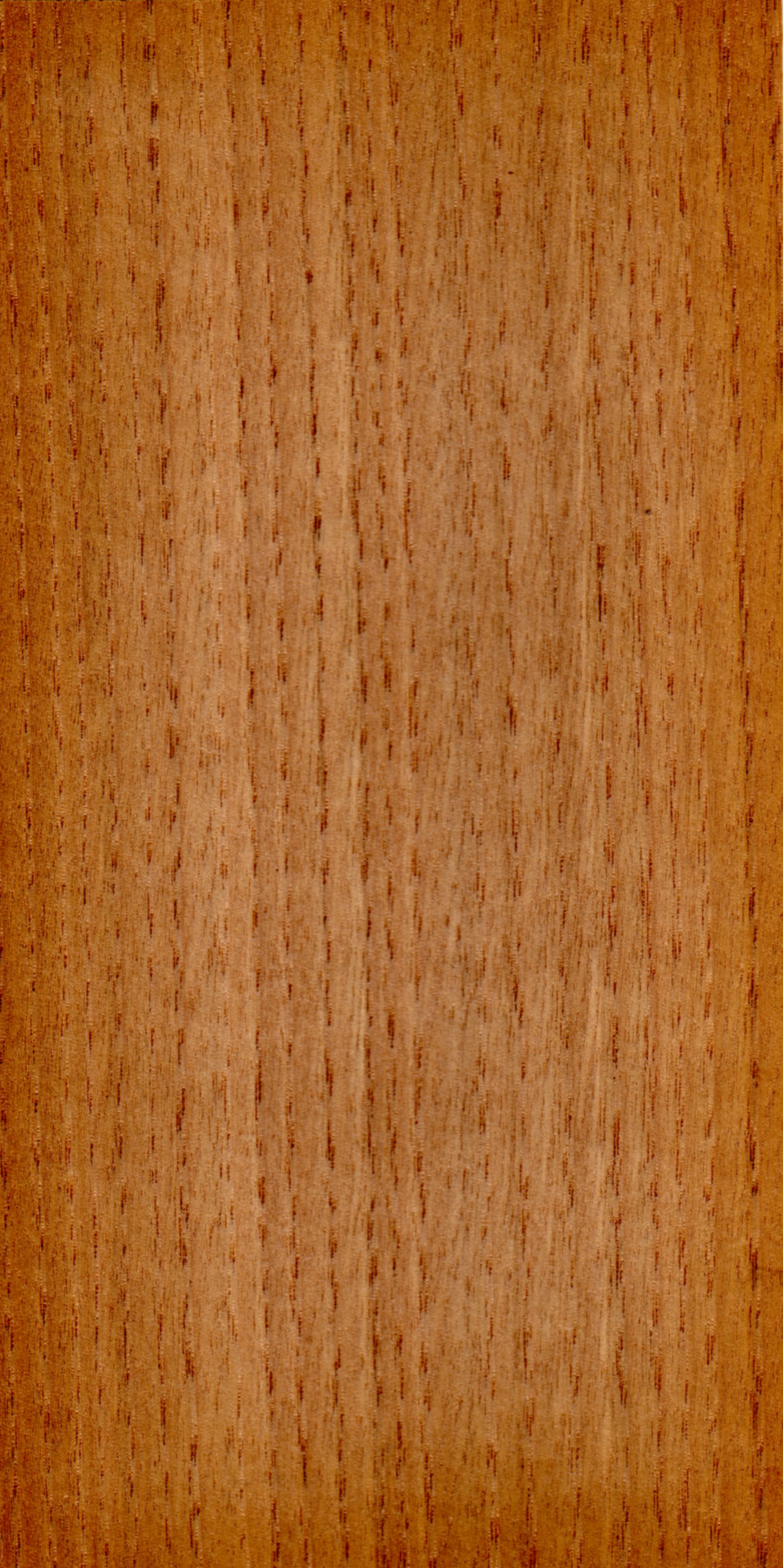
Kastanje, min of meer kwartiers

Kastanje is een houtsoort, geleverd door bomen uit de gematigde streken van het geslacht Castanea. Het hout doet wel denken aan Europees eiken: het heeft niet alleen ongeveer dezelfde kleur, maar is eveneens ringporig en deelt ook een hoog looizuur gehalte. Een duidelijk verschil is dat eiken grote en hoge stralen heeft, die op (min of meer) kwartierse vlakken als opvallende spiegels zichtbaar zijn. Kastanje heeft deze helemaal niet. 
Met kastanje wordt meest gedoeld op het hout van de tamme kastanje (Castanea sativa), dat in Europa groeit. Het massieve hout is voor velerlei doelen geschikt, inclusief decoratieve toepassingen zoals meubelen. Daarnaast wordt het ook als hakhout gebruikt: de resulterende staken worden veel gebruikt voor tuinafscheidingen.
Kastanje kan ook betrekking hebben op het hout van de Amerikaanse Castanea dentata. Indertijd (bij de ‘ontdekking’ van Amerika) bestonden daar uitgebreide bestanden van, en het hout werd veel gebruikt voor van alles. Op een gegeven ogenblik is een schimmelziekte uit Azië geimporteerd, met als gevolg dat de soort vrijwel uit de bossen verdwenen is. Het hout dat nog wel beschikbaar komt heeft vaak forse gaten, het zogenaamde wormy chestnut.
Kastanje is makkelijk te bewerken. Het is duurzaam door een hoog looizuurgehalte, dit heeft echter ook als effect dat ijzer (en messing) ontsierende vlekken oplevert, vooral bij contact met vochtig hout. 
NB. Dit heeft niets te maken met het hout van de (niet verwante) Paardenkastanje, dat heel anders is.

## Afbeeldingen

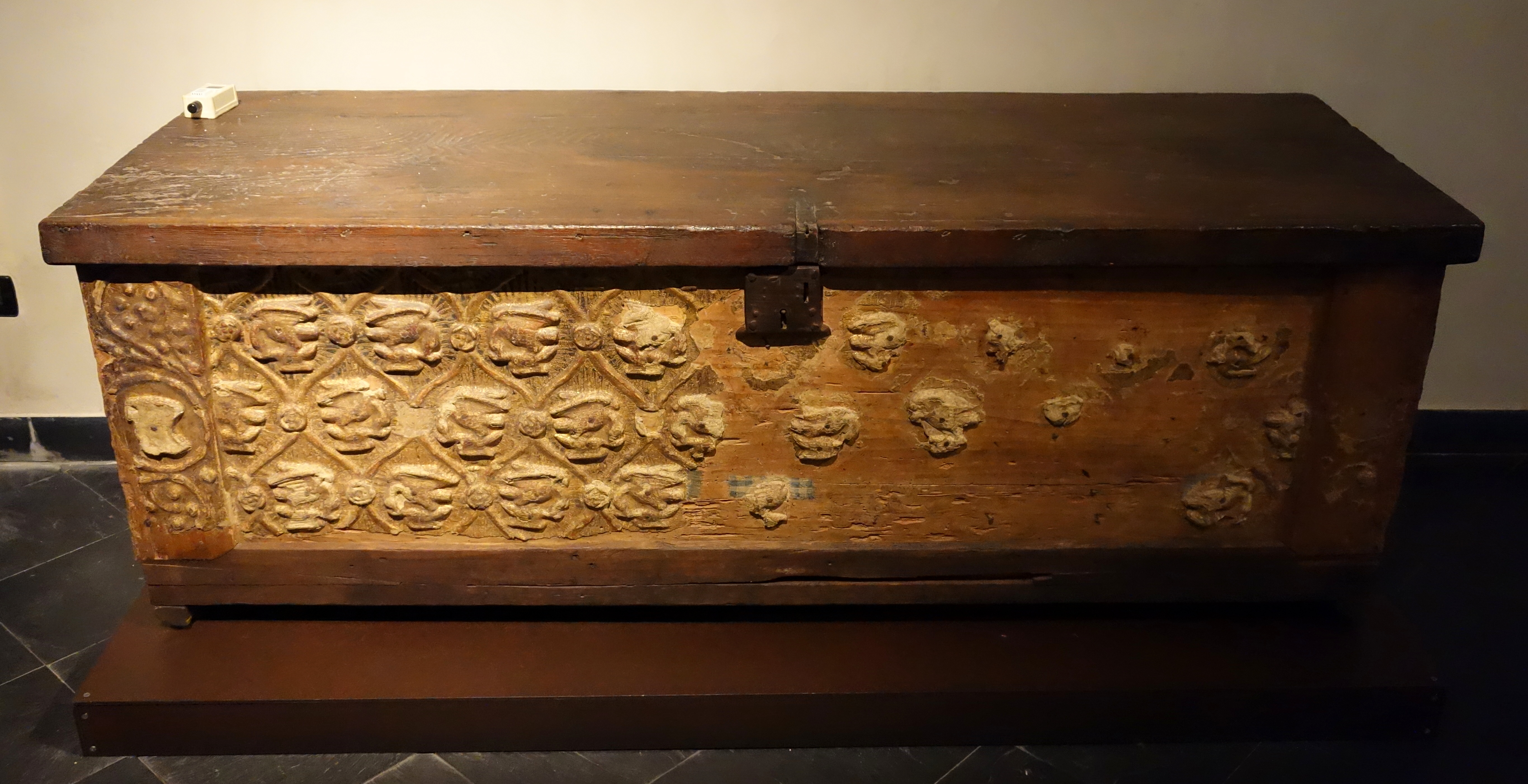
Kist, 15e eeuw, Italië
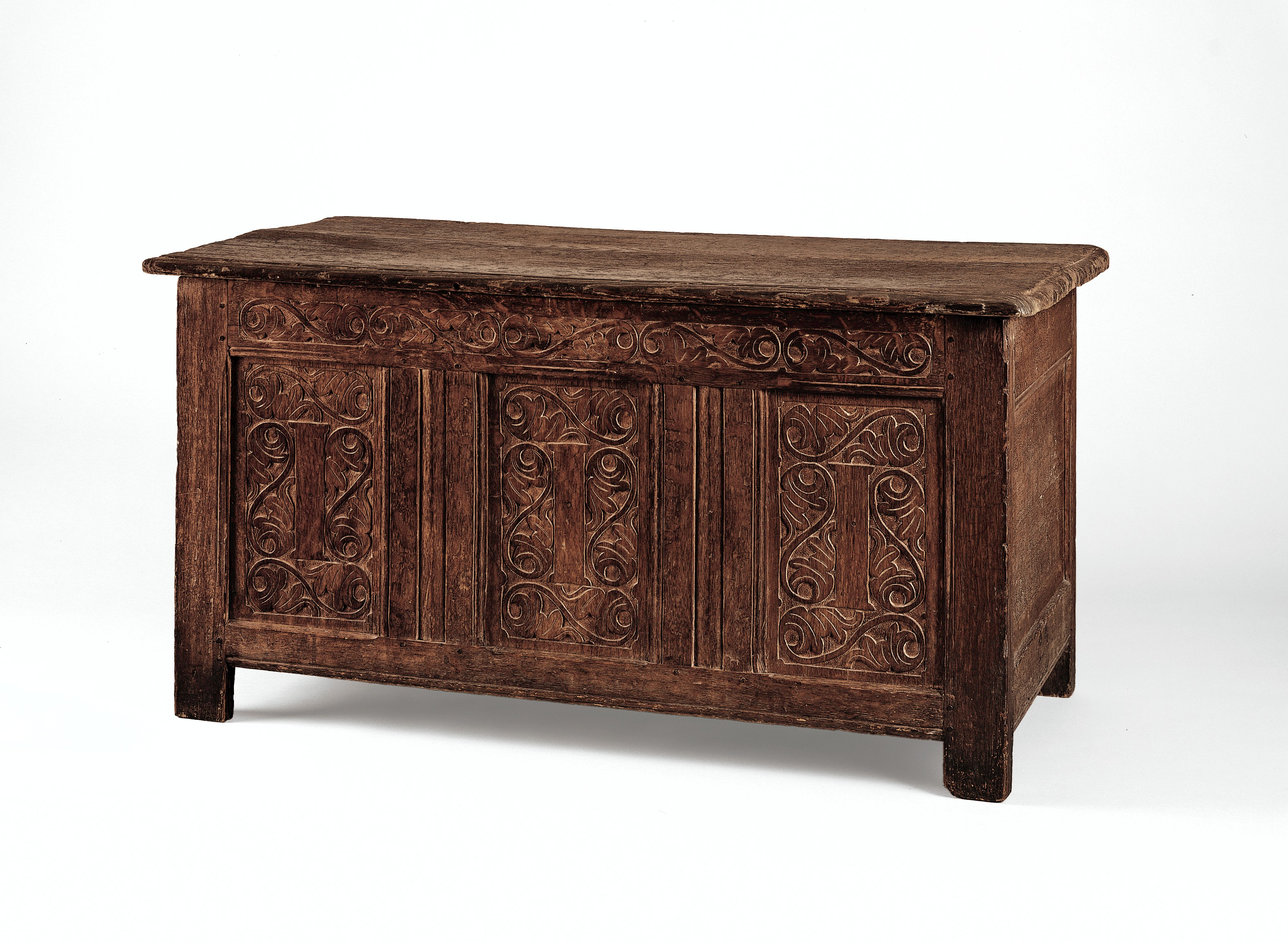
Kist, 1650-1700, Verenigde Staten
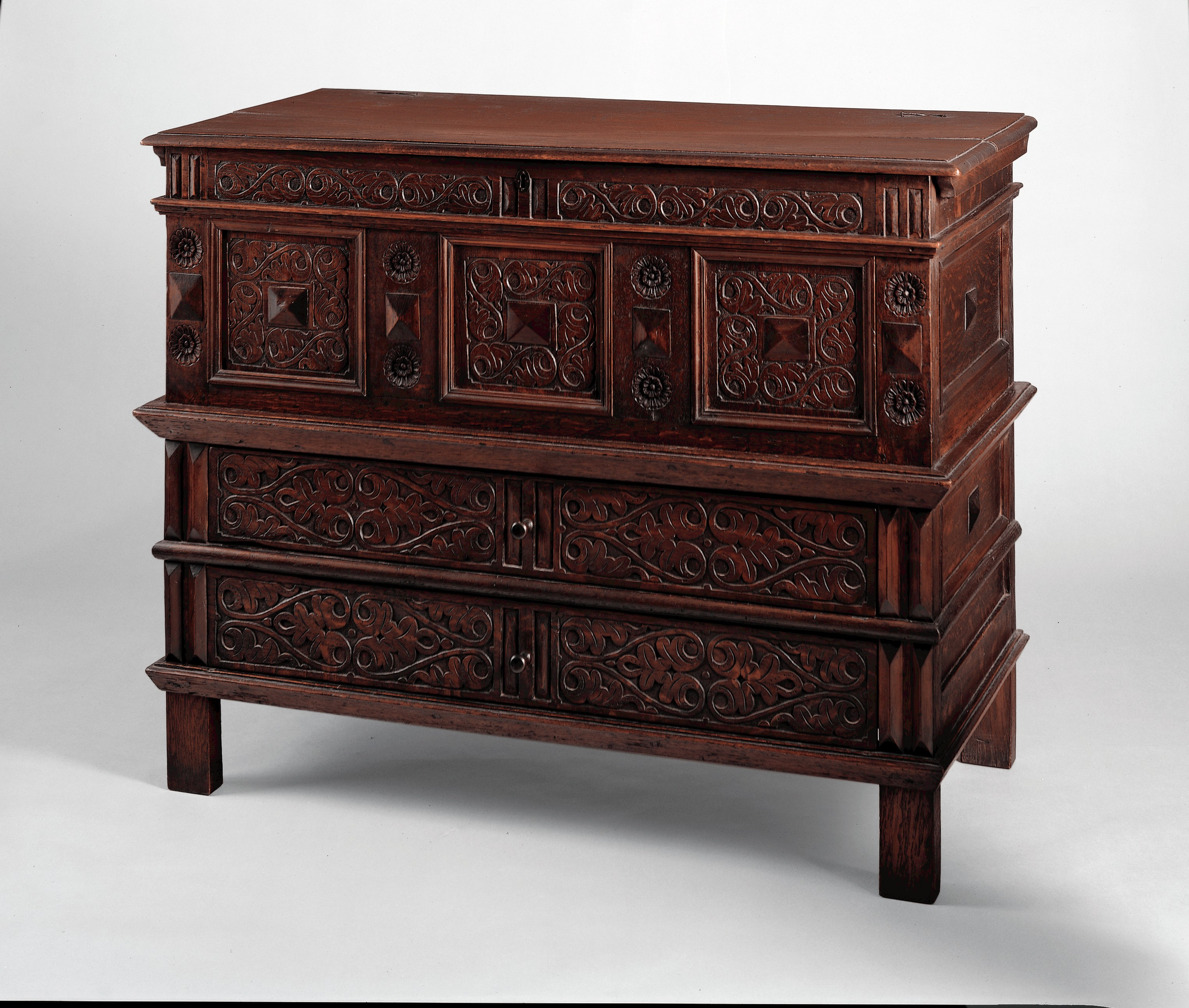
Kist, 1650-1700, Verenigde Staten
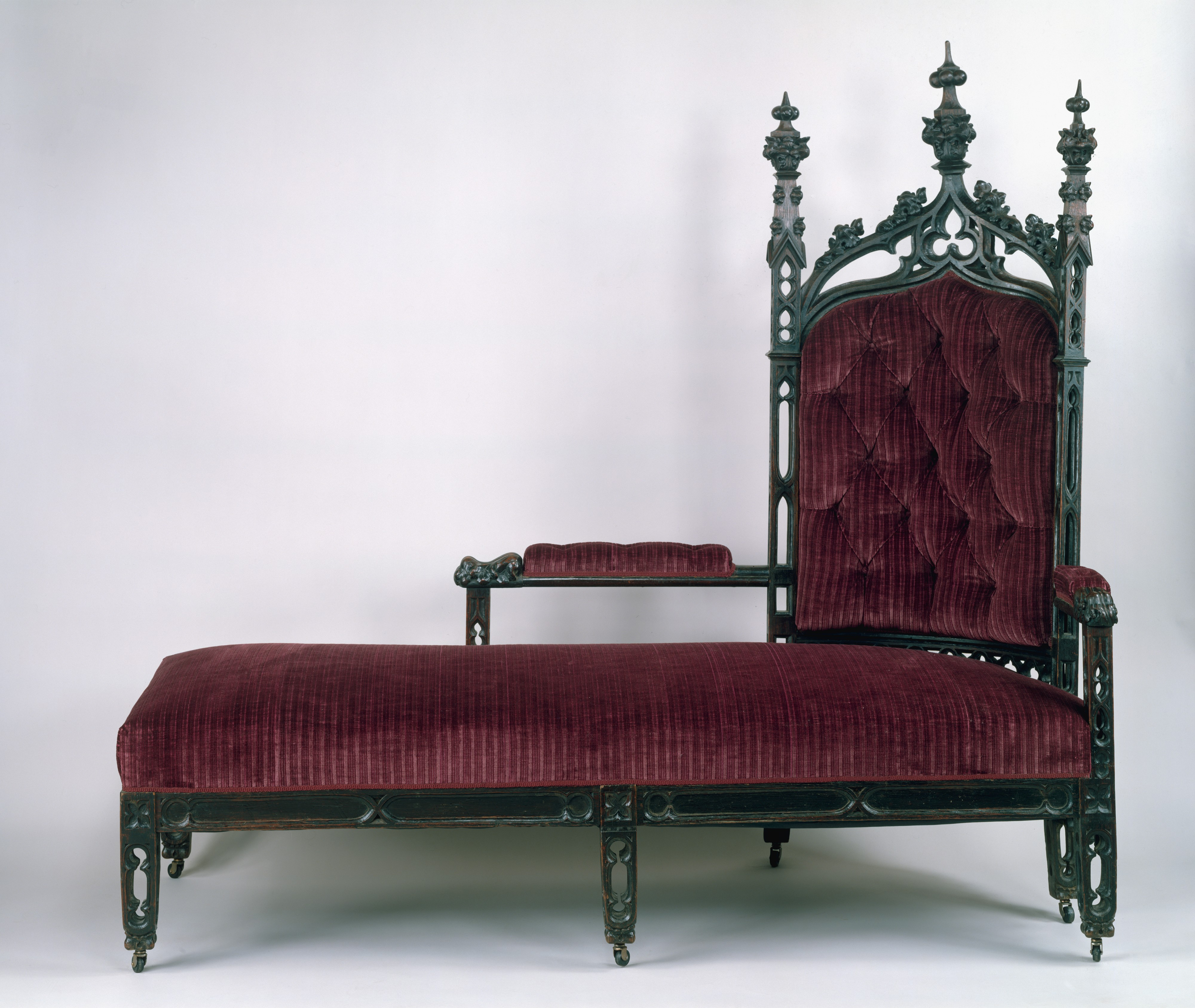
Meubel, 1851-56, Verenigde Staten